# Усть-Малые Чирки
Усть-Малые Чирки — деревня в Голышмановском городском округе Тюменской области. Входит в состав Среднечирковского сельского поселения.

## География
Деревня находится на берегу озёр Полой и Одинское, рядом протекает река Чирок. 
Часовой пояс
Деревня, как и вся Тюменская область, находится в часовой зоне МСК+2. Смещение применяемого времени относительно UTC составляет +5:00.

## Население
| 2010 |
| ---- |
| 138  |